# Collège de la prévention des risques technologiques
Le Collège de la prévention des risques technologiques (CPRT) était une institution française indépendante et à vocation interministérielle, créée par Michel Rocard et instituée par un décret du président de la République du 8 février 1989, avec pour mission de favoriser l'accès de la société civile à l'information concernant les risques industriels, et d'alerter les instances ministérielles sur les mesures à prendre pour les réduire. Elle a été dissoute par Alain Juppé en 1996.

## Fonction
Il devait concourir par ses avis, recommandations ou études, à l'évaluation des risques collectifs et des actions de prévention correspondantes dans les activités industrielles, notamment nucléaires, chimiques et pétrolières, les transports et la mise au point, et le développement de technologies nouvelles (hors activité de Défense nationale).
Il était la seule instance dont la compétence s'étendait à l'ensemble des risques. Il répondait aux demandes du gouvernement, mais disposait aussi d'un droit de saisine, et pour la première fois pour une institution de ce type, il était explicitement invité à rendre publics ses avis en précisant s'il le souhaitait (chaque avis était envoyé au Premier ministre et quelques jours après aux ministres concernés, puis publié lors d'une conférence de presse une semaine après).
Le collège a publié 20 avis, dont 17 reproduits dans le rapport transmis en mai 1994 au nouveau Premier ministre Édouard Balladur et 3 adoptés et publiés après cette date.

## Membres
Les membres, au nombre de douze, étaient nommés pour une durée de six ans par décret du Président de la République, et leur composition était renouvelée par tiers tous les deux ans, les quatre membres renouvelés étant choisis par tirage au sort.
En 1989, à la création du Collège, les membres nommés furent :
- Jean Bornard
- Raimond Castaing
- Michèle Cotta (remplacée par Martine Barrere en 1990[Légifrance 4])
- Myriam Ezratty
- Paul Gardent
- Christian Gerondeau
- Jules Horowitz
- Pierre Huguenard
- Philippe Kourilsky (remplacé par Piotr Slonimski en 1993[Légifrance 5])
- Yves Leenhardt
- Jean-René Sautier
- Alain Touraine (remplacé par Jean-Jacques Salomon en 1990[Légifrance 4])

En 1991, pour le premier renouvellement, Raimond Castaing, Yves Leenhardt, René Sautier et Christian Gerondeau ont été tirés au sort ; les trois premiers ont été renouvelés dans leurs fonctions, tandis que le dernier a été remplacé par Jean Servant.
En 1993, pour le deuxième renouvellement, Pierre Huguenard, Jean-Jacques Salomon, Myriam Ezratty et Martine Barrere ont été tirés au sort ; les deux premiers ont été renouvelés dans leurs fonctions, tandis que les deux autres ont été remplacées respectivement par Dominique Coujard et Dominique Leglu.
Un président était désigné parmi les douze membres ; ce fut d'abord Paul Gardent, ingénieur général des mines, puis Jean-Jacques Salomon lorsque le collège fut renouvelé en 1991, reconduit dans ses fonctions au deuxième renouvellement en 1993.
Le travail était bénévole les deux premières années, puis en 1992 une indemnité mensuelle de 1 500 francs a été attribuée aux membres du collège, le président recevant quant à lui 5 000 francs (montants revus à respectivement 1 584 et 5 280 francs en 1995).